# アルフォンソ12世 (スペイン王)
アルフォンソ12世（スペイン語: Alfonso XII、1857年11月28日 - 1885年11月25日）はスペイン王（在位：1875年 - 1885年）。女王イサベル2世と王配フランシスコ・デ・アシス・デ・ボルボンの子。
王配フランシスコが同性愛者であることが知れ渡っていたため、アルフォンソの本当の父親は、近衛兵隊長エンリケ・プイグ・イ・モルトか、フランシスコ・セラーノ将軍のどちらかだという説がある。

## 生涯
1868年の革命により、イサベル女王と家族はスペインを追われ、パリへ移った。アルフォンソはウィーンで教育を受けた。1870年6月、パリへ呼ばれたアルフォンソは、引退表明した母から後継指名を受けた。その後、アルフォンソはサンドハースト王立陸軍士官学校で軍人の訓練を受けた。1874年、支持者らの支援を得て、スペイン王位奪取を宣言（スペイン王政復古）。その年の終わりに、陸軍元帥セラノはマドリードを離れて、北部連隊を指揮してカルリスタと戦闘を開始した。陸軍准将マルティネス・カンポスは次々と南部を攻略し、王の名においてバレンシアに入城した。アルフォンソは、バルセロナ、バレンシアを経てマドリードにわずか数日で到達、自由憲法の受諾を宣言した。アルフォンソはカルリスタたちに強力な宣伝活動を行い、大叔父モリナ伯ドン・カルロスとその後継者たちへの支持は失速していった。
アルフォンソは君主として統治を学ぶ機会が少なく、実際の在位期間も短かったが、亡命の経験が天性の資質と正当な判断力を磨いた。慈悲深く、思いやりのあるアルフォンソの心根は、大多数の国民の支持を勝ち取った。1885年、アルフォンソは恐れる様子もなく、コレラに見舞われた地域、地震で崩壊した都市を訪問した。また、アルフォンソは特定の政党の手先にならないよう自身を律した。
アルフォンソ12世の統治した期間は、久しぶりにスペインが内政・外交ともに平和であった時期と重なる。経済活動も平常化した。革命の恐れなしに、スペインはアメリカ合衆国との悲惨な戦争を切り抜けることができた。
1885年、肺結核で死去した。

## 家族
1878年1月23日、従妹にあたるモンパンシエ公女マリア・デ・ラス・メルセデス・デ・オルレアンス（イサベル女王の妹ルイサ・フェルナンダの娘）と結婚した。彼女は結婚から半年後に死去した。
1879年11月29日、遠縁にあたるカール・フェルディナント大公の娘マリア・クリスティーナと結婚した。1男2女が生まれた。長男のアルフォンソ13世はアルフォンソの死後の誕生である。アルフォンソが死去した時点ではマリア・クリスティーナ王妃が身ごもった子供の性別が分からないため、胎児の分娩まではいったん王位を空位としたうえで、長女マリア王女が暫定的な王位継承権第1位の立場につき、生誕した赤子が男児ならその子が直ちに国王に、女児なら長女マリア王女が国王となると取り決め、実際に産まれたのは男子だったため前者の措置がとられた。
- マリア・デ・ラス・メルセデス（1880–1904） - 両シチリア王子カルロ・タンクレーディ（フランチェスコ2世の弟カゼルタ伯アルフォンソの次男）の最初の妃
- マリア・テレサ（1882–1912） - バイエルン王子フェルディナント妃
- アルフォンソ13世（1886–1941）

オペラ歌手エレナ・サンス（en:Elena Sanz）との間に、2人の庶子を儲けた。
- アルフォンソ（1880–1970）[2]
- フェルナンド（en:Fernand Sanz）（1881–1922） - 1900年のパリオリンピック、自転車競技トラックレースにおいて、フランス代表として銀メダルを獲得した。

## ギャラリー

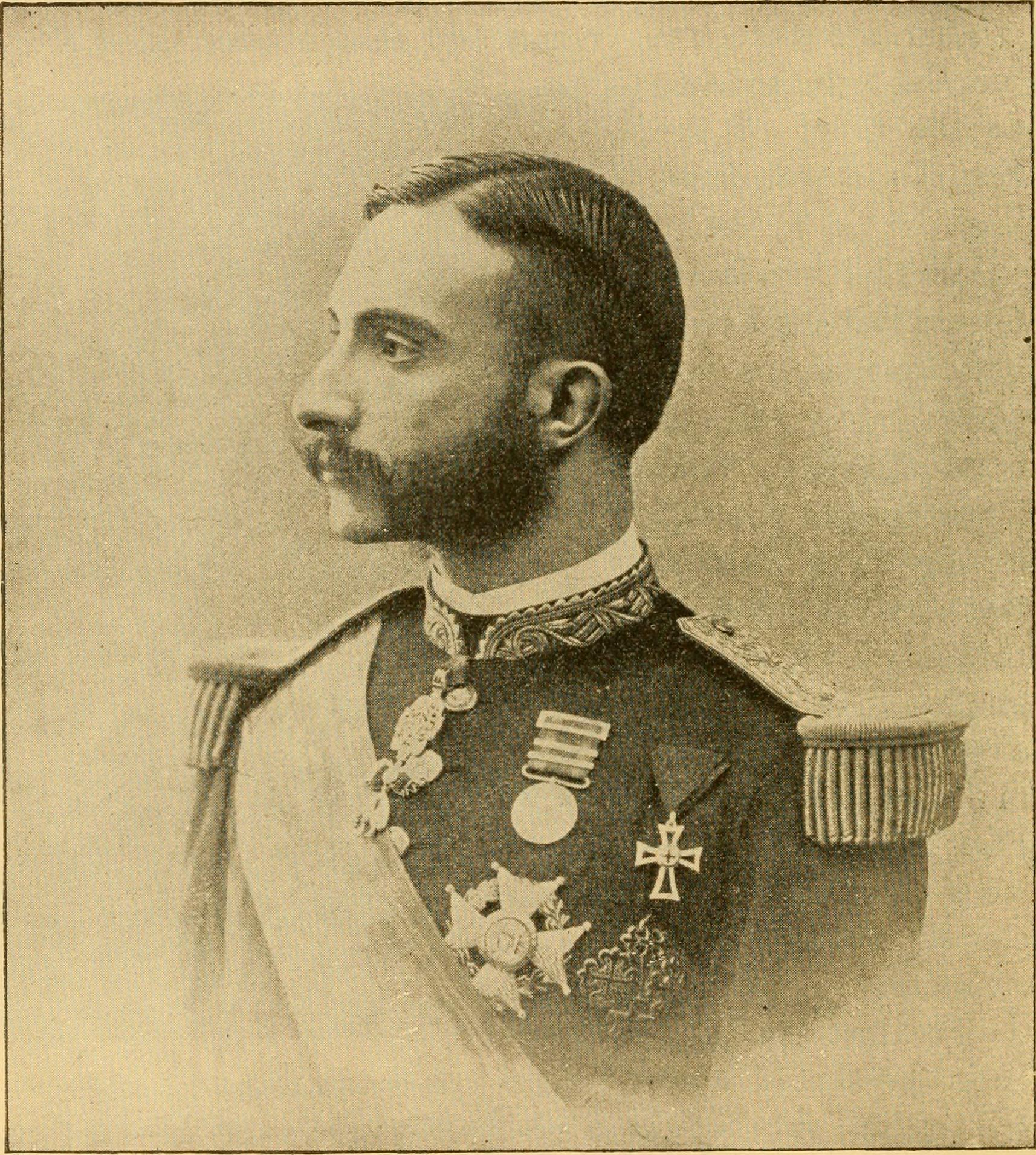
アルフォンソ12世 （撮影年不明）
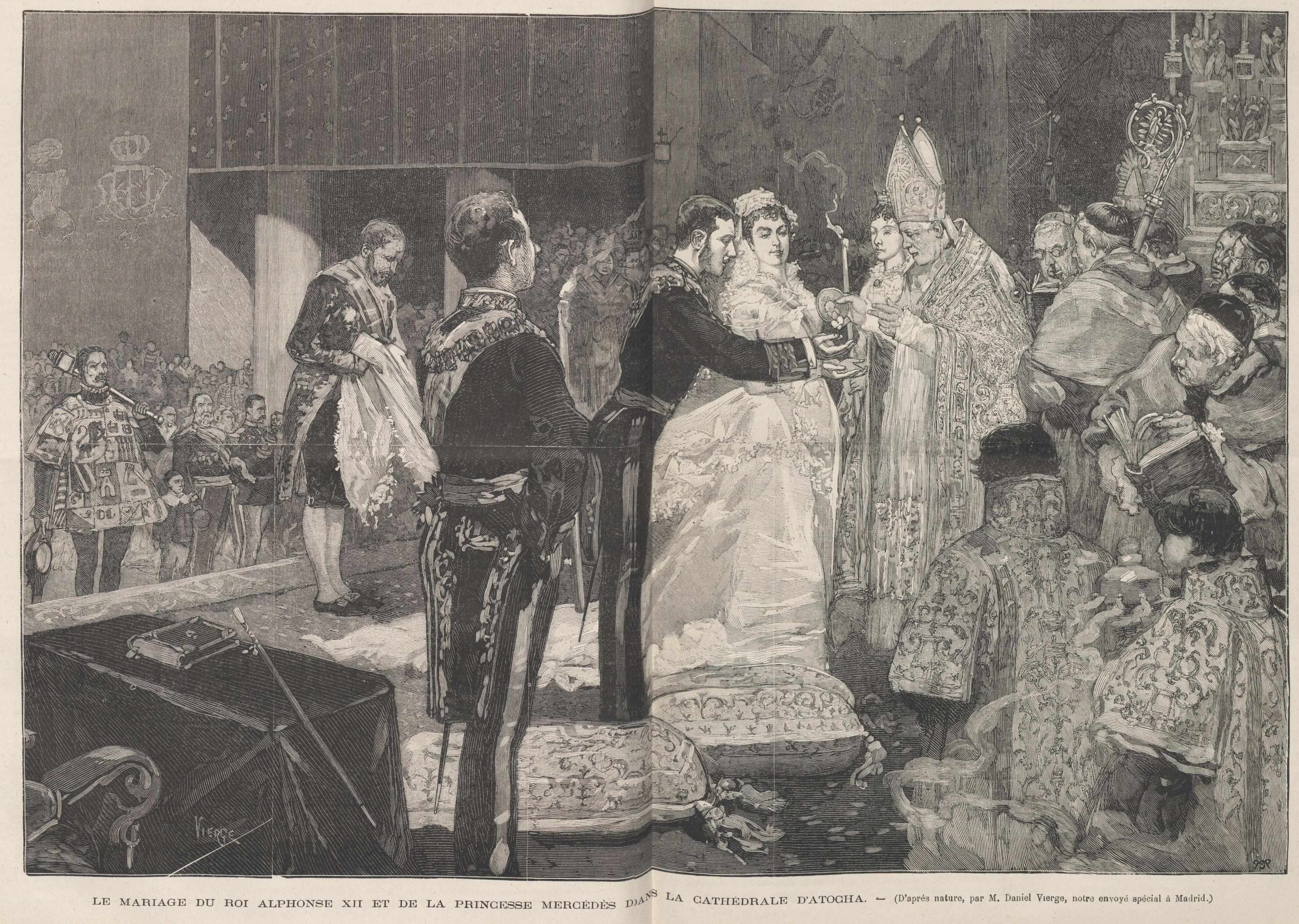
マリア・デ・ラス・メルセデスとの婚礼（1878年）
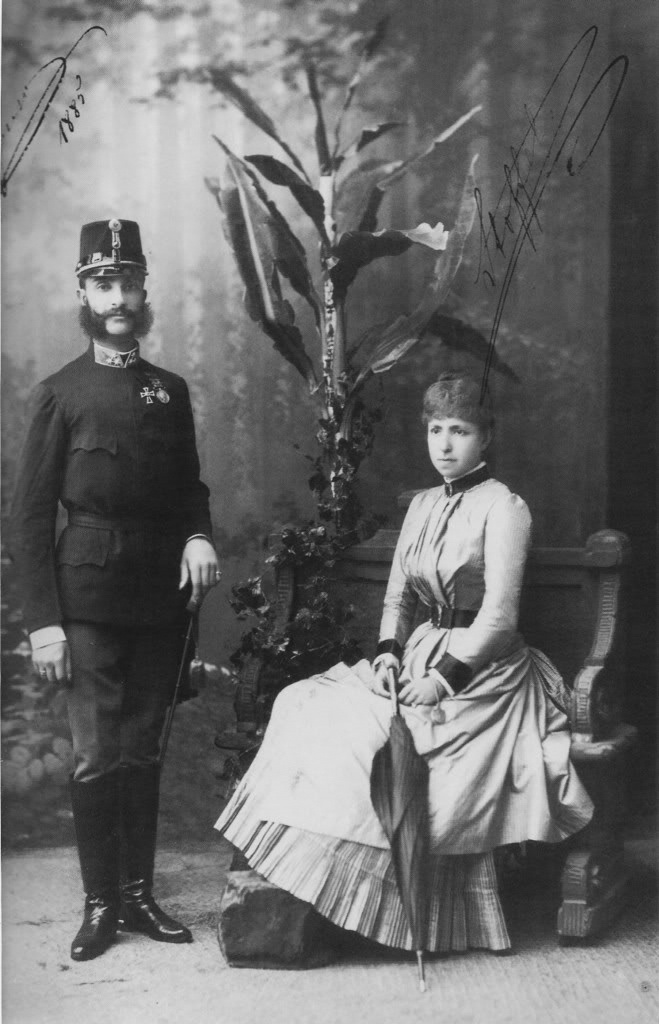
マリア・クリスティーナと （1885年頃）